# Karbovanec

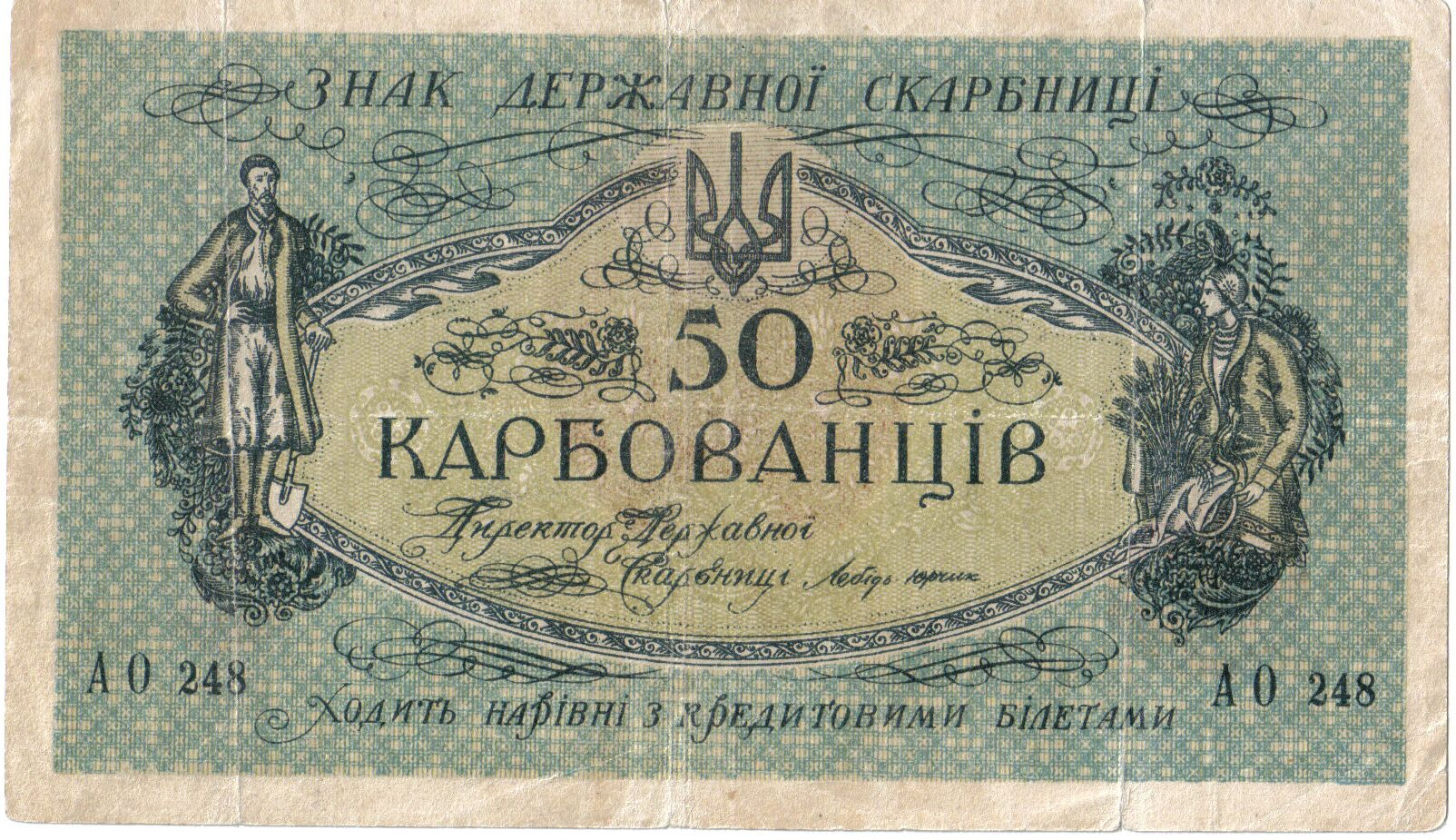
Ukrajinská bankovka hodnoty 50 karbovanců z roku 1918

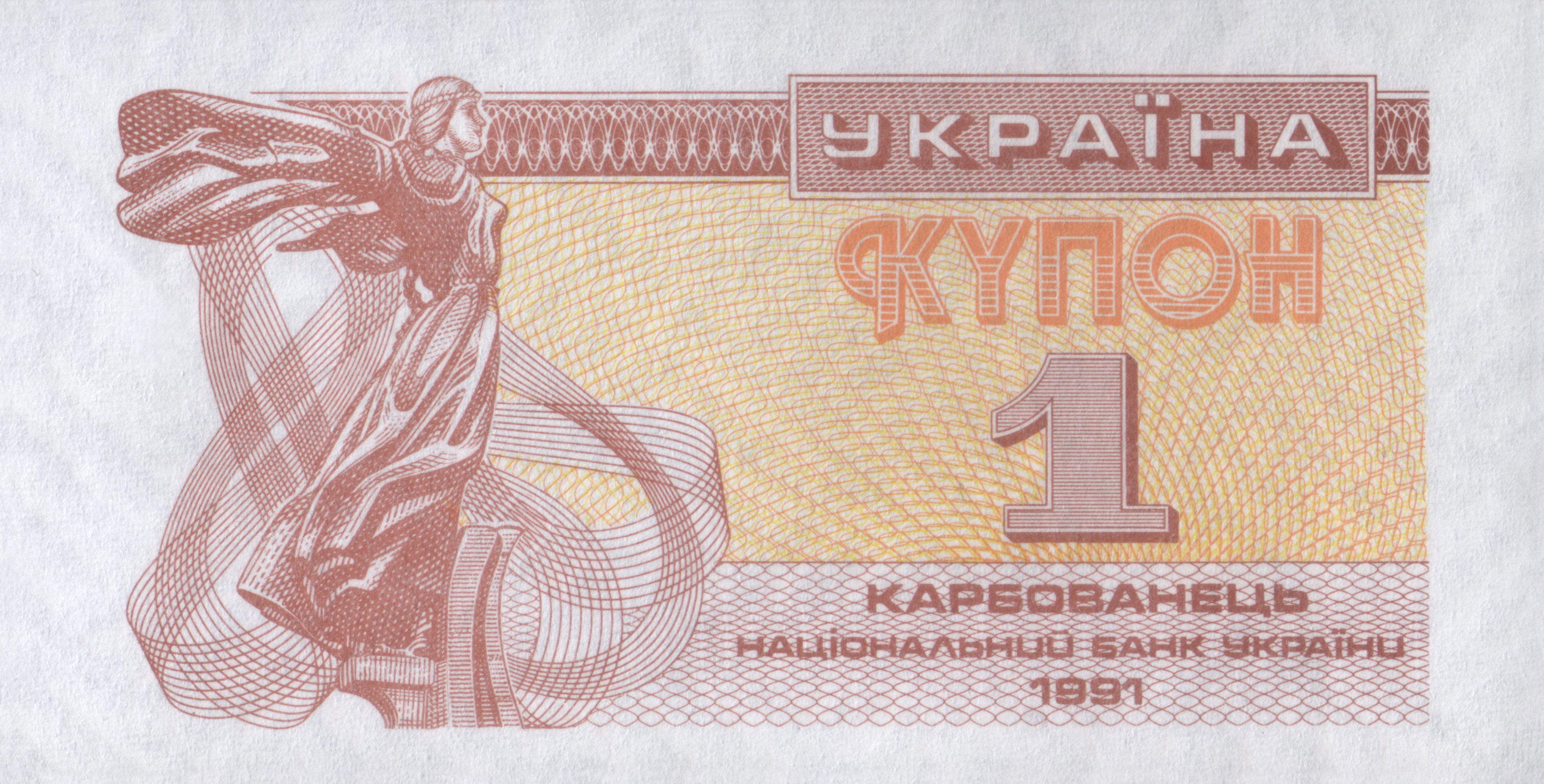
Ukrajinský karbovanec z roku 1991

Karbovanec (ukrajinsky Карбованець) byl v průběhu 20. století název různých peněžních jednotek na Ukrajině, předchůdců ukrajinské hřivny zavedené v roce 1996.
První karbovanec byl zaveden v letech 1917–1920 užívaný v Ukrajinské lidové republice a za ukrajinské války za nezávislost. Později se používal jako označení sovětského rublu v ukrajinštině. Měna stejného názvu byla zavedena v letech 1941–1944 během nacistické okupace a zřízení Říšského komisariátu Ukrajina.
Během rozpadu Sovětského svazu se tak nejdříve nazývaly přídělové kupóny vydávané 1990–1991, po vyhlášení nezávislosti byly vydány první bankovky. Po definitivním rozpadu Sovětského svazu byla nová emise karbovanců v letech 1992–1996 dočasnou měnou, která nahradila sovětský rubl.
Název vznikl na ukrajinském území a pravděpodobně je odvozen z názvu primitivního způsobu klučení – vysekávání (ukrajinsky карбувати) rýh na hůlce nebo z rýh na některých rublových mincích (ukrajinsky карб). Podobný původ má slovo rubl (od „rubat“), podle odsekávání mincovního kovu.

## Galerie

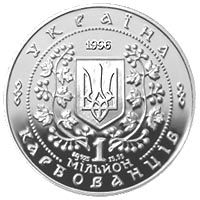
Líc ukrajinského karbovance hodnoty 1 milion z roku 1996
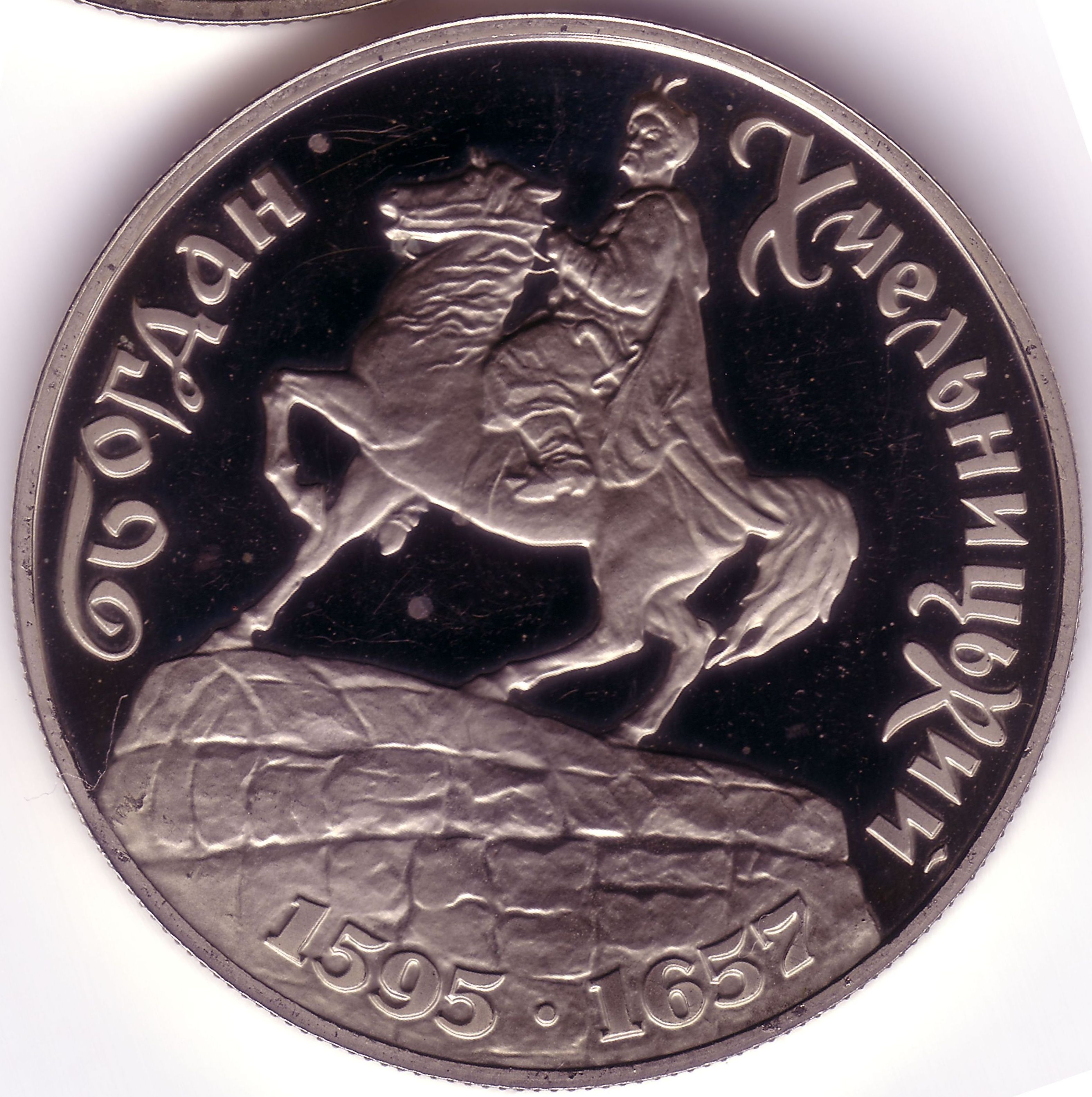
Rub ukrajinského karbovance hodnoty 1 milion z roku 1996
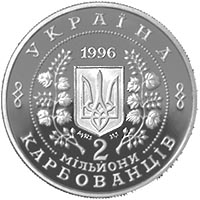
Rub ukrajinského karbovance hodnoty 2 miliony z roku 1996
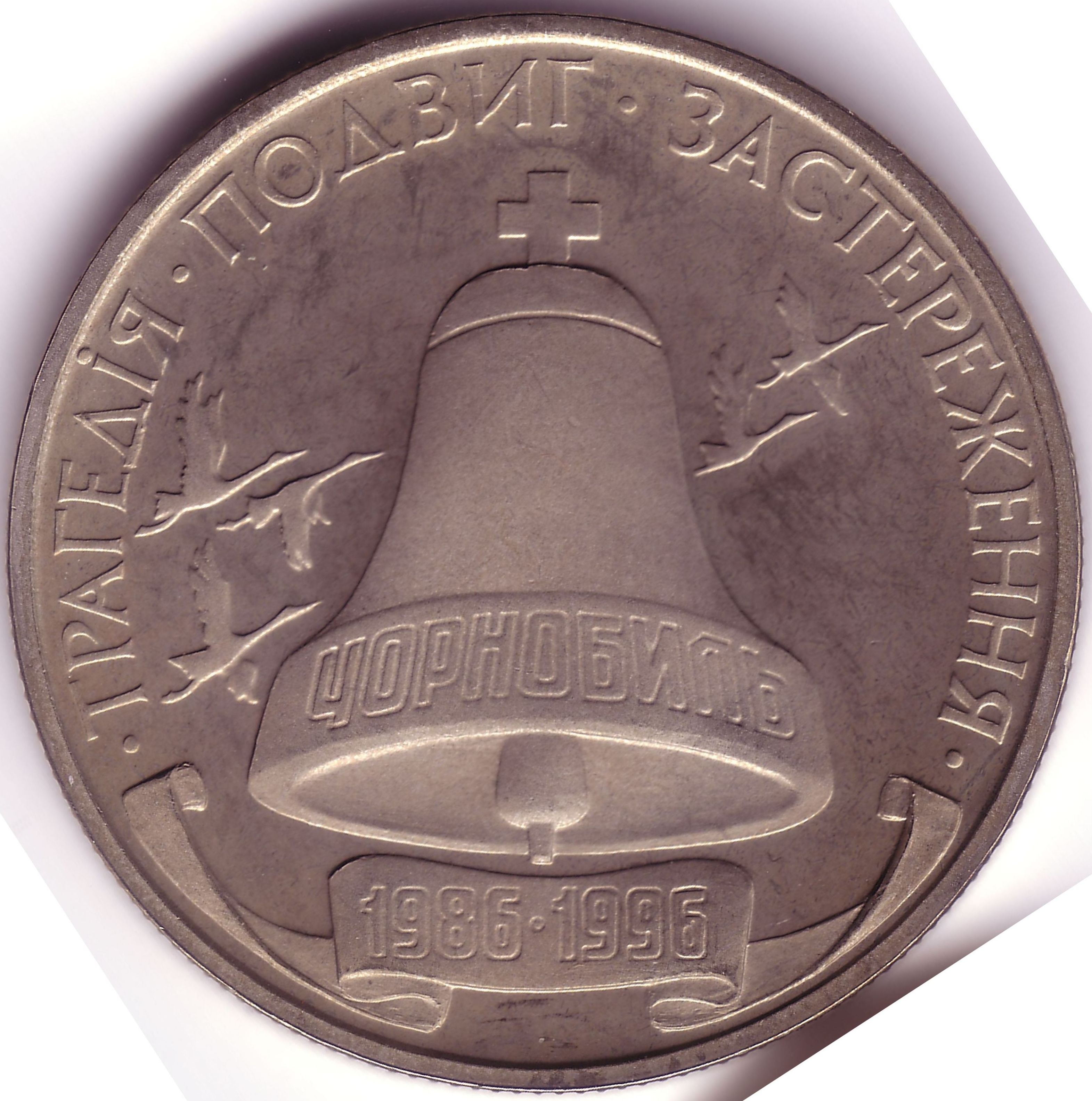
Rub ukrajinského karbovance hodnoty 2 miliony z roku 1996